# Кладбище Зоргвлид
Кладбище Зоргвлид (нидерл. Zorgvlied) — кладбище на Амстелдейке (район Амстелской дамбы) в Амстердаме, Нидерланды, на левом берегу реки Амстел. Кладбище было открыто 1 ноября 1870 года муниципалитетом города Ниувер-Амстел (сейчас Амстелвен), который до сих пор владеет и управляет им, хотя с 1896 года оно находится в пределах города Амстердам.
На кладбище похоронено множество известных голландцев. С 2007 года является национальным памятником.
На территории кладбище находится небольшое шале, зал для проведения похорон с органом и крематорий. В 2002 году был построен новый зал для проведения похорон, что позволило увеличить количество проводимых мероприятий. Здание, спроектированное архитектором Феликсом Клаусом, обошлось в 250 000 евро. В 2020 году руководство Зоргвлида выступило с планам обновления кладбища стоимостью 774 000 евро.